# Jordi Galí

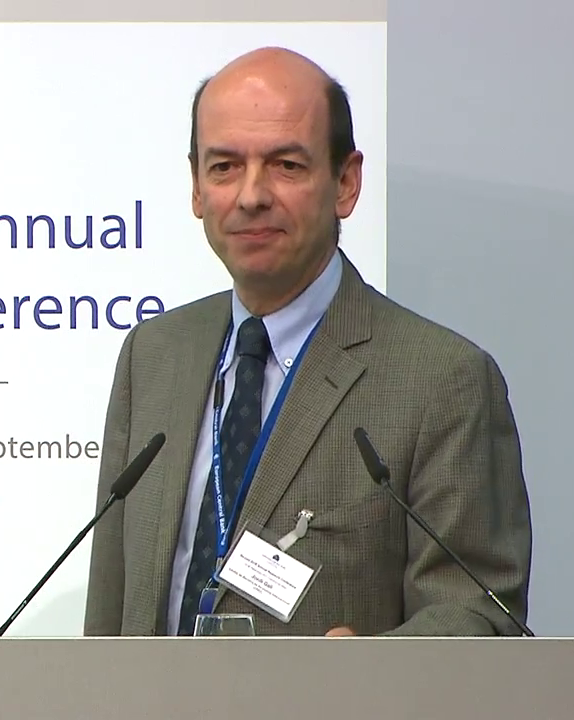
Jordi Galí (2017)

Jordi Galí (* 4. Januar 1961 in Barcelona, Spanien) ist ein spanischer Ökonom, der als einer der Hauptvertreter des Neukeynesianismus gilt.
Galí ist der Chef des Centre de Recerca en Economía Internacional (CREI, das Forschungszentrum für internationale Ökonomie) der Universität Pompeu Fabra in Barcelona. Nach dem Erlangen des Doktortitels vom Massachusetts Institute of Technology im Jahr 1989, unter Betreuung von Olivier Blanchard, hatte er eine Anstellung an der Columbia University und der New York University inne, bevor er nach Barcelona zog.
Galís Forschungsthemen befassen sich mit den Ursachen von Konjunkturzyklen und der optimalen Geldpolitik, insbesondere durch die Methode der Zeitreihenanalyse. Seine Untersuchungen mit Richard Clarida und Mark Gertler behaupten, dass die Geldpolitik in vielen Ländern heute dem Grundsatz der Taylor-Regel entspricht, wohingegen Entscheidungsträger der 1970er Jahre der Taylor-Regel nicht folgten.
Ein weiterer Schwerpunkt von Galís Forschung beschäftigt sich mit der Debatte um das Festlegen von Zinssätzen. In einigen der einfachsten neokeynesianischen Modelle führt die Stabilisierung der Inflationsrate auch dazu, die Output-Lücke gegen Schwankungen zu festigen. Wenn dieser Ansatz nur in etwa der Realität entspricht, würde dieser der Zentralbank erlauben, der vereinfachten Taylor-Regel zu folgen, lediglich auf die Stabilisierung der Inflationsrate zu achten, ohne das Output-Wachstum zu berücksichtigen. Jordi Galí und Olivier Blanchard haben diesen Ansatz die „göttliche Fügung“ genannt und argumentierten, dass realistischere Modelle, welche zusätzliche Friktionen (z. B. friktionelle Arbeitslosigkeit) miteinbeziehen, einen Zielkonflikt zwischen der Stabilisierung der Inflationsrate und der Output-Lücke implizieren.
Galí ist am meisten bekannt für den empirischen Nachweis, dass Verbesserungen der Arbeitsproduktivität zu einem kurzfristigen Beschäftigungsrückgang führen, was im Widerspruch zu den Prognosen bekannter Modelle nach der Theorie realer Konjunkturzyklen aus der neoklassischen makroökonomischen Schule steht, aber nach Galí konsistent mit vielen neokeynesianischen Modellen ist. Jedoch bleiben die statistischen Methoden (strukturelle vektorautoregressive Modelle), auf welchen diese Erkenntnisse beruhen, kontrovers.
2012 wurde er zum ordentlichen Mitglied der Academia Europaea gewählt.  Für 2024 wurde ihm der BBVA Foundation Frontiers of Knowledge Award in der Kategorie „Wirtschaft und Finanzen“ zugesprochen.